# Mariebergs IK
Mariebergs IK war ein schwedischer Sportverein aus Stockholm.

## Geschichte
Mariebergs IK gründete sich 1902. In den folgenden Jahren taten sich die Leichtathleten, die Fußball- sowie Bandyspieler des Klubs hervor. Insbesondere Olympiasieger John Zander vertrat den Klub als Leichtathlet, aber auch andere Sportler wie Ephraim Levin waren als mehrfache schwedische Meister erfolgreich. Die Fußballer nahmen regelmäßig – allerdings erfolglos – an der Svenska Mästerskapet sowie dreimal am Spiel um den Wicanderska Välgörenhetsskölden teil, blieben aber jeweils ohne Titel. Auch in der Svenska Serien spielte der Verein als Nachfolger von Vikingarnas FK im Saisonverlauf 1911/12 kurzzeitig, der Wettbewerb wurde jedoch nicht zu Ende gespielt. Mit Sven Ohlsson, Gustaf Carlson, Herbert Svensson, Einar Halling-Johansson, Sixten Öberg, Knut Gustavsson und Helmer Lundberg stellte der Verein im Laufe der Jahre mehrere verschiedene Auswahlspieler der schwedischen Nationalmannschaft. Bei Einführung der Allsvenskan wurde der Klub in der seinerzeit noch inoffiziellen schwedischen Ligapyramide in die Zweitklassigkeit eingestuft, aus der die Mannschaft 1927 abstieg. Auch im Bandy gehörte der Verein zu den nationalen Spitzenmannschaften und stand 1919 im Halbfinale der Meisterschaft.
In den 1920er Jahren lösten sich sukzessive die einzelnen Abteilungen des Mariebergs IK auf, so dass der Klub gegen Ende des Jahrzehnts aufgelöst wurde.